# Die kluge Marianne
Die kluge Marianne ist ein deutscher Spielfilm, den die Wien-Film 1942/1943 produziert hat und der am 10. Juni 1943 im Wiener Kino Scala uraufgeführt wurde.
Der von Hugo Maria Kritz und Hans Thimig nach Guglielmo Zorzis Bühnenstück Gefällt euch meine Frau? geschriebene und von Hans Thimig inszenierte Film (Filmkomödie, Ehefilm) erzählt die Geschichte von Marianne Bayerle, einer grundsoliden jungen Frau aus der Provinz, die Peter Adenauer heiratet, einen mondänen Wiener Schriftsteller. Peter war bis vor kurzem ein eingefleischter Junggeselle. Das kleine Netzwerk von gleichgesinnten Freunden, das bisher der Mittelpunkt seines Lebens war, bringt dem „Eindringling“ Marianne kalte Ablehnung entgegen. Um sich in diesem kleinen Sozialsystem einen Platz zu erobern, an dem sie glücklich leben kann, greift Marianne zu drastischen Maßnahmen.
Mit mehr als 20 Mio. Kinobesuchern war Die kluge Marianne der populärste im deutsch besetzten Österreich produzierte Film der Kinosaison 1943/1944 und auch insgesamt einer der kommerziell erfolgreichsten Filme der Zeit des Nationalsozialismus.

## Handlung
Ort der Handlung ist zunächst ein unbezeichneter Ferienort in der österreichischen Provinz, die Zeit die Gegenwart. Marianne, die Tochter des Inhabers eines örtlichen Familienhotels, ist eine durch und durch praktisch veranlagte junge Frau, die wenig auf ihr Äußeres achtet, dafür aber die Hauswirtschaft voll im Griff hat. Gerade hat sie sich mit Peter Adenauer verheiratet, einem erfolgreichen Schriftsteller, der einige Jahre älter ist als sie. Peter hat drei Freude, Karli, Stani und Baldi, mit denen er bisher eine verschworene Junggesellengemeinschaft gebildet und von denen er Marianne schon ausschweifend erzählt hat. Später wird er ausdrücklich bekennen, dass eine häusliche Frau genau das ist, was ihm immer gefehlt hat. Als das Paar zur Hochzeitsreise nach Wien aufbricht, wo sie auch leben werden, entdeckt Marianne, dass Peter den Freunden seine Heirat bisher verschwiegen hat.
Peters große Stadtwohnung wird von zwei Hausangestellten bewirtschaftet: dem Diener Pankraz und der Haushälterin Klothilde. Pankraz ist über die Tatsache, dass künftig eine Frau das Sagen haben wird, konsterniert und Klothilde, die um ihre Vormachtstellung in der Küche bangt, droht sogar mit ihrer Kündigung.
Dann erscheinen, immer noch ahnungslos über Peters Verheiratung, die Freunde. Karli ist ein Strohhutfabrikant, den es zur Bühne zieht; zu seinem großen Kummer hat er die Schauspielerei aber nicht zu seinem Beruf hat machen können: „…man behauptet, mein Profil wäre nicht sehr günstig.“ (Das Drehbuch spielt hier mit der Tatsache, dass das Publikum Attila Hörbiger als einen der bedeutendsten Bühnenschauspieler Österreichs kennt.) Stani ist ein Alleskönner, der malt, bildhauert und Klavier spielt. Obendrein sieht er gut aus und setzt das bei den Frauen auch gezielt ein; Karli nennt ihn einen „leichtsinnigen Vogel“ und „Windhund“. Baldi ist ein bekannter Schauspieler mit Neigung zum Esoterischen; namentlich wittert er überall, wo es ihm gefällt, „Schwingungen“.
Da er nach Wien zurückgekehrt ist, kommt Peter nicht mehr umhin, den Freunden zu gestehen, dass er hinter ihrem Rücken geheiratet hat. Sie nehmen ihm diesen Alleingang und Verrat an ihren Lebensprinzipien übel, und schwerer noch wiegt, dass Marianne sich, als Peter sie mit den Freunden bekannt macht, unvorteilhaft präsentiert. Sie weiß nicht, wie man Cocktails mixt, gibt als Dame einem Herrn Feuer, und trägt an einem Sonntag – Gipfel der Geschmacksverirrung! – Lackschuhe. Die Konversation ist mehr als befangen und als die Männer wieder unter sich sind, machen die Freunde Peter gegenüber kein Hehl daraus, dass Marianne ihnen nicht gefällt. Sie sei provinziell und verstehe es nicht zu repräsentieren. Sogar die Freundschaft wollen sie ihm aufkündigen.
Der drohende Verlust seines Junggesellennetzwerks trifft Peter ins Mark. So macht er sich die Sichtweise der Freunde zu eigen und beginnt, an Marianne herumzunörgeln, etwa als er sie im Bett mit Lockenwicklern im Haar vorfindet: „Wie kann sich eine Frau nur so verschandeln!“ Auch ihre Frisur und ihr Nachthemd sagen ihm nicht zu. Es kommt zum Streit, Peter zieht aus dem gemeinsamen Schlafzimmer aus, Marianne beschließt, Peter zu verlassen und aus Wien wieder abzureisen.
Da wird sie im Wartesaal des Bahnhofs unfreiwillig Zeugin des Streits eines Ehepaares. René Molitor betreibt einen Modesalon und hat beruflich so viel mit „mondänen Ziegen“ zu tun, dass er sich zu Hause nur eines wünscht: eine einfache, brave Frau. Weil Lilly, seine Frau, aber immer nur Kleidung und Gesellschaften im Kopf hat, will er sie verlassen. Er hatte ihr das nie gesagt, und dass er seiner Frustration jetzt einmal Luft macht, ist für sie hilfreich. Sie liebt ihn ja und hat im Leben nur einen Wunsch: ihm Freude zu machen.
Dass René und Lilly ihren Konflikt so einfach haben beilegen können, gibt Marianne einen Denkanstoß: Sie vertuscht, dass sie hatte abreisen wollen, und unterzieht sich einem Makeover. Aus dem Aschenbrödel wird eine strahlende, mondäne junge Frau; gleichzeitig verändert sie auch ihr Verhalten und tritt nun selbstbewusst und damenhaft auf. Peter, Karli, Stani und Baldi trauen ihren Augen nicht. Die drei Freunde, die das Paar gemieden hatten, verlieben sich in Marianne und suchen nun ihre Gesellschaft. Als Marianne mit ihnen auch noch Brüderschaft trinkt, sieht Peter sich am Ziel seiner Wünsche: „Ach, ich bin ja so froh. Ihr müsst jetzt wieder zu mir kommen, so oft ihr könnt. Das wird eine herrliche Zeit.“
Tatsächlich nisten die drei sich nun ständig in der Wohnung ein. Was Peter anfänglich wie der Himmel auf Erden erschienen war, erweist sich für ihn aber als zunehmend unerträglich. Marianne ist abgelenkt und versäumt es, sich um sein Essen zu kümmern. Die Freunde kommen überein, dass Peter für Marianne nicht der richtige Mann sei, und würden ihn am liebsten aus ihrem Kreise verdrängen. Als Peter fast so weit ist, die Freunde hinauszuwerfen, dämmert in ihm der Verdacht, dass Marianne gerade das plant: einen Keil zwischen sie und ihn zu treiben. „Ich möchte aber doch sehen, ob es nicht möglich ist, verheiratet zu sein und trotzdem mit seinen Freunden in Frieden zu leben“, hält er ihr entgegen.
Er hat nicht mit seinen Freunden gerechnet. Diese bringen die Situation zur Eskalation, indem sie bei ihm, einer nach dem anderen, um Mariannes Hand anhalten. Peter ist fassungslos, kapituliert und erklärt entnervt, dass er seine Frau frei gibt; die Freunde sollen unter sich ausmachen, wer von ihnen sie heiratet. Um sie wieder zu Verstand zu bringen, behauptet Marianne, sich nicht entscheiden zu können und sie alle drei heiraten zu wollen. Das bringt schlagartig Ernüchterung und verschafft Marianne Gehör, als sie – was sie schon längst hätte tun können – bekennt, dass der einzige Mensch, den sie liebt, Peter ist.
Nachdem er viel zu lange begriffsstutzig war, versteht Peter endlich, dass Marianne ihn für sich allein will, und erkennt, was für ein Glück das ist.

## Produktion und Uraufführung
Der Österreicher Karl Hartl, der den Film für die Wien-Film produziert hat, ist vielen heute nur noch als Filmregisseur bekannt. Tatsächlich war er als Produzent in der NS-Zeit jedoch nicht nur produktiver, sondern auch kommerziell erfolgreicher. Eine ganze Anzahl der Filme, die Hartl nach Kriegsbeginn für die Wien-Film produziert hat, waren Top-Seller mit mehr als 10 Mio. verkauften Eintrittskarten, darunter Der Postmeister (1940), Heimkehr (1941), Sommerliebe (1942) und Reisebekanntschaft (1943). Die kluge Marianne allerdings blieb seine für die Filmindustrie profitabelste Arbeit. Insgesamt fünfmal hat Hartl mit Regisseur Hans Thimig zusammengearbeitet. Als die Dreharbeiten für Die kluge Marianne begannen, hatten Hartl und Thimig gerade die Arbeiten für die Filmbiografie Brüderlein fein (1942) abgeschlossen. Die auffälligen Kleidungsstücke, die Paula Wessely, Jane Tilden und Dagny Servaes tragen, sind zum Teil von Hilde Reihs-Gromes entworfen, die hier an der Seite des erfahreneren Albert Bei ihr Debüt als Kostümbildnerin gab.
Weitere Mitglieder des Produktionsstabs:
- Aufnahmeleiter: Felix René Fohn, Rudolf Strobl
- Regieassistent: Ladislaus von Ronay
- Kameraassistent: Sepp Ketterer
- Bauten: Werner Schlichting, Eduard Stolba
- Kostüme: Albert Bei, Hilde Reihs-Gromes
- Ton: Alfred Norkus, Herbert Janeczka

Einige der Darsteller aus Brüderlein fein wurden gleich auch für Die kluge Marianne übernommen, wie Jane Tilden, Hans Holt und Hermann Thimig. Hermann Thimig war ein Bruder des Regisseurs, die Thimigs waren eine bedeutende Wiener Bühnenfamilie. Thimig war einer der relativ wenigen großen Stars des NS-Kinos, die, obwohl sie vom Theater her kamen, schon in der Stummfilmzeit auch fürs Kino gearbeitet hatten. Andere Schauspieler seiner Generation, wie etwa Ewald Balser, Willy Birgel, Herbert A. E. Böhme, Rudolf Fernau und Ludwig Schmitz, waren erst zum Film gekommen, als die Unterhaltungsindustrie im Kontext der nationalsozialistischen Filmpolitik expandierte und ihren Bedarf an Darstellern aus eigenen Ressourcen nicht mehr zu decken vermochte. Auch die zum Zeitpunkt der Produktion 35-jährige Paula Wessely, hatte, als sie 1934 für Maskerade zum ersten Mal vor eine Kamera getreten war, bereits seit elf Jahren Theater gespielt. Mit Produzent Hartl hatte Wessely zuvor schon den sehr erfolgreichen NS-Propagandafilm Heimkehr (1941) gemacht; 1943 sollte eine dritte Zusammenarbeit folgen (Späte Liebe).
Die Dreharbeiten für Die kluge Marianne begannen am 3. November 1942 und endeten im Mai 1943. Der Film ist in Schwarzweiß und 35 mm bei einem Seitenverhältnis von 1:1,37 produziert. Bei der Zensurvorlage am 7. Juni 1943 lag eine Kopie von 2603 Metern bzw. 95 Minuten Länge vor. Uraufgeführt wurde der Film am 10. Juni 1943 im Wiener Kino Scala; die Erstaufführung in Deutschland (ohne „Ostmark“) folgte am 14. September 1943 im Berliner Kino Marmorhaus und in den Park-Lichtspielen Steglitz.
Im Fernsehen wurde der Film erstmals am 8. Juli 1974 ausgestrahlt (DFF 1).

## Kritik
„Die kluge Marianne ist eine elegante und witzige Verwechslungskomödie, eine Geschichte, die heute anachronistisch wirken könnte, aber gleichzeitig eine echte Liebeserklärung an die Frauen ist. Ein Film, der auch viele Jahre nach seiner Entstehung noch in der Lage ist, die Herzen der Zuschauer mit Freude und Optimismus zu füllen.“